# Warsaw Open
Il Warsaw Open, formalmente J&S Cup, è un torneo di tennis femminile che si gioca a Varsavia in Polonia. Fin dal 1995 Il torneo si gioca sulla terra rossa. Il torneo era stato estromesso dalla Tier I, ma dal 2009 è stato riammesso nella nuova categoria (Premier) per due anni, ed è stato reinserito nel circuito nel 2021 dopo la riforma come Poland Open con sede a Gdynia nella categoria WTA 250

## Albo d'oro

### Singolare
| Anno | Vincitore                  | Finalista          | Punteggio          |
| ---- | -------------------------- | ------------------ | ------------------ |
| 1995 | Barbara Paulus (1)         | Alexandra Fusai    | 7–6, 4–6, 6–1      |
| 1996 | Henrieta Nagyová           | Barbara Paulus     | 3–6, 6–2, 6–1      |
| 1997 | Barbara Paulus (2)         | Henrieta Nagyová   | 6–4, 6–4           |
| 1998 | Conchita Martínez          | Silvia Farina Elia | 6–0, 6–3           |
| 1999 | Cristina Torrens           | Inés Gorrochategui | 7–5, 7–6(3)        |
| 2000 | Henrieta Nagyová           | Amanda Hopmans     | 2–6, 6–4, 7–5      |
| 2001 | Nessun torneo              | Nessun torneo      | Nessun torneo      |
| 2002 | Elena Bovina               | Henrieta Nagyová   | 6–3, 6–1           |
| 2003 | Amélie Mauresmo            | Venus Williams     | 6–7, 6–0, 3–0 rit. |
| 2004 | Venus Williams             | Svetlana Kuznecova | 6–1, 6–4           |
| 2005 | Justine Henin-Hardenne (1) | Svetlana Kuznecova | 3–6, 6–2, 7–5      |
| 2006 | Kim Clijsters              | Svetlana Kuznecova | 7–5, 6–2           |
| 2007 | Justine Henin (2)          | Al'ona Bondarenko  | 6–1, 6–3           |
| 2008 | Nessun torneo              | Nessun torneo      | Nessun torneo      |
| 2009 | Alexandra Dulgheru (1)     | Al'ona Bondarenko  | 7–6(3), 3–6, 6–0   |
| 2010 | Alexandra Dulgheru (2)     | Jie Zheng          | 6–3, 6–4           |

### Doppio
| Anno | Vincitori                                     | Finalisti                            | Punteggio        |
| ---- | --------------------------------------------- | ------------------------------------ | ---------------- |
| 1995 | Sandra Cecchini Laura Garrone                 | Henrieta Nagyová Denisa Krajčovičová | 5–7, 6–2, 6–3    |
| 1996 | Olga Lugina Elena Wagner                      | Alexandra Fusai Laura Garrone        | 1–6, 6–4, 7–5    |
| 1997 | Ruxandra Dragomir Inés Gorrochategui          | Meike Babel Catherine Barclay-Reitz  | 6–4, 6–0         |
| 1998 | Olga Lugina Karina Habšudová                  | Liezel Huber Karin Kschwendt         | 7–6(2), 7–5      |
| 1999 | Cătălina Cristea Irina Seljutina              | Amélie Cocheteux Janette Husárová    | 6–1, 6–2         |
| 2000 | Tathiana Garbin Janette Husárová              | Iroda Tulyaganova Anna Zaporožanova  | 6–3, 6–1         |
| 2001 | Non disputato                                 | Non disputato                        | Non disputato    |
| 2002 | Jelena Kostanić Tošić Henrieta Nagyová        | Evgenija Kulikovskaja Silvija Talaja | 6–1, 6–1         |
| 2003 | Liezel Huber Magdalena Maleeva                | Eléni Daniilídou Francesca Schiavone | 3–6, 6–4, 6–2    |
| 2004 | Silvia Farina Elia Francesca Schiavone        | Gisela Dulko Patricia Tarabini       | 3–6, 6–2, 6–1    |
| 2005 | Tetjana Perebyjnis Barbora Záhlavová-Strýcová | Klaudia Jans-Ignacik Alicja Rosolska | 6–1, 6–4         |
| 2006 | Elena Lichovceva Anastasija Myskina           | Anabel Medina Katarina Srebotnik     | 6–3, 6–4         |
| 2007 | Vera Duševina Tetjana Perebyjnis              | Elena Lichovceva Elena Vesnina       | 7–5, 3–6, [10–2] |
| 2008 | Non disputato                                 | Non disputato                        | Non disputato    |
| 2009 | Raquel Kops-Jones Bethanie Mattek-Sands       | Yan Zi Zheng Jie                     | 6–1, 6–1         |
| 2010 | Virginia Ruano Pascual Meghann Shaughnessy    | Cara Black Yan Zi                    | 6–3, 6–4         |